# Vertriebsrecht
Vertriebsrecht ist das Recht der Absatzmittlung von Waren und Dienstleistungen. Es dient der Regelung der Absatzorganisation. Es umfasst insbesondere die Rechtsverhältnisse zwischen Lieferanten und Käufer im unternehmerischen Geschäftsverkehr, zwischen Unternehmer und Handelsvertreter (Handelsvertreterrecht) oder Makler, zwischen Versicherung und Versicherungsvertreter oder Versicherungsmakler, zwischen Bausparkasse und Bausparkassenvertreter, zwischen Franchisegeber und Franchisenehmer (Franchiserecht), zwischen Arbeitgeber und angestelltem Reisenden und zwischen Hersteller bzw. Lieferant und Vertragshändler. Das Rechtsverhältnis mit dem Endkunden (z. B. Käufer, Versicherungsnehmer, Mieter, Investor, Auftraggeber) wird hingegen üblicherweise nicht als Teil des Vertriebsrechts gesehen.
Das Vertriebsrecht ist nicht zusammenhängend geregelt. Die auf die vorstehend genannten Rechtsverhältnisse anwendbaren Vorschriften finden sich vor allem in folgenden Gesetzen: Bürgerliches Gesetzbuch (BGB), Handelsgesetzbuch (HGB), Einführungsgesetz zum Bürgerlichen Gesetzbuche (EGBGB). Aber auch gesetzliche Bestimmungen, die das „Dürfen“ im Bereich der Absatzmittlung oder -organisation regeln, gehören zum Vertriebsrecht. Dies trifft unter anderem auf bestimmte Normen folgender Rechtsgebiete zu: Wettbewerbsrecht, Kartellrecht, Datenschutzrecht. Schließlich stellt auch das europäische Recht eine bedeutende Rechtsquelle des Vertriebsrechts dar. Insbesondere auf Vertragshändlerverträge und den vertriebsrechtlichen Teil der Franchiseverträge wird das Handelsvertreterrecht (§§ 84–92c HGB) entsprechend (analog) angewandt.
Innerhalb des Vertriebsrechtes kommt dem Kfz-Vertriebsrecht eine große Bedeutung zu, was letztlich auch dadurch belegt wird, dass für diesen Rechtsbereich eine eigene Gruppenfreistellungsverordnung (VO 1400/2002 vom 31. Juli 2002) erlassen wurde. Ihre Gültigkeit lief allerdings 2010 aus. Seitdem gilt auch im Kfz-Vertriebsrecht die für alle Vertriebsverträge geltende „Schirm-GVO“ 2790/10. Darüber hinaus hat die Europäische Kommission am 27. Mai 2010 überarbeitete Wettbewerbsvorschriften in Form der Gruppenfreistellungsverordnung (VO 461/2010) für Vereinbarungen zwischen Kfz-Herstellern und deren  zugelassenen Händlern, Werkstätten und Ersatzteilanbietern verabschiedet. In der Republik Österreich wurde für das Kfz-Vertriebsrecht mit dem Kraftfahrzeug-Sektorschutzgesetz eine eigene gesetzliche Bestimmung erlassen.
Es gibt eine „Deutsche Gesellschaft für Vertriebsrecht“, der namhafte Juristen – die auf diesem Gebiet tätig sind – angehören.